# Chambre de bonne

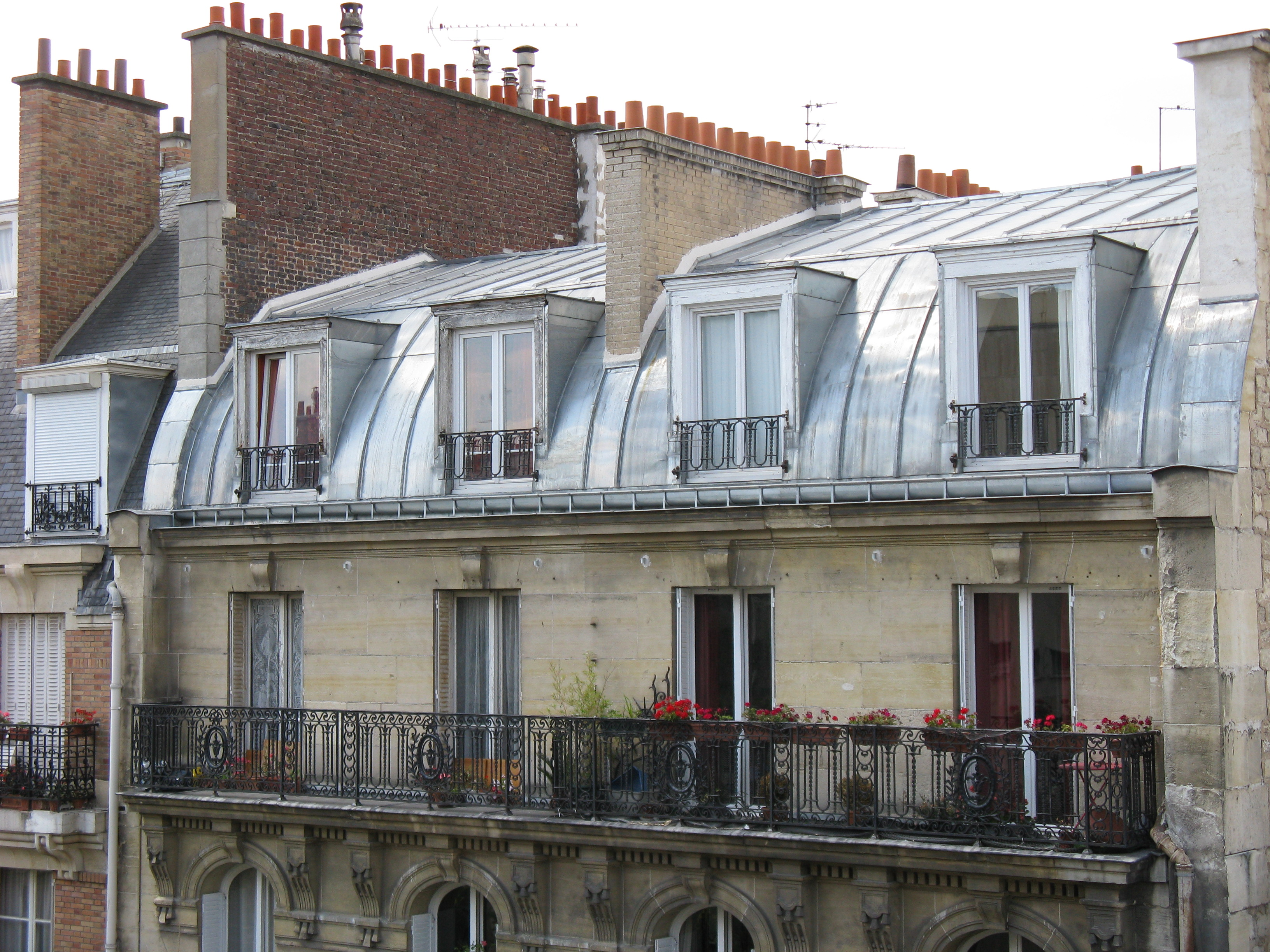
Finestre di quattro "Chambre de bonne" sui tetti di Parigi

La  "chambre de bonne" (la traduzione letterale in italiano suonerebbe come "camera della domestica [tuttofare]") è un tipico piccolo appartamento monolocale, prevalentemente parigino ma presente anche in altre città della Francia e del Belgio e più raramente in altre costruzioni del nord-Europa, ricavato all'ultimo piano o nel sottotetto dei palazzi medio- o alto-borghesi costruiti nel XIX secolo (soprattutto a partire dal 1830) a seguito dello sviluppo urbanistico della capitale dato dal piano regolatore di Haussmann. Vi si accede tramite una scala, talora separata dalla scala "nobile", e quando esiste l'ascensore nel palazzo questo è costruito (a volte successivamente) in modo che non arrivi a quest'ultimo piano, vuoi per ragioni tecniche (la cabina con il motore allo stesso livello), vuoi per ragioni sociali (in quanto non si considerò necessario portare a questo piano non nobile il servizio di ascensore).
All'origine queste camere vennero costruite per essere le camere da letto delle domestiche di servizio stabile nelle famiglie borghesi del palazzo, e il loro appellativo deriva dalla frase con cui queste donne erano indicate: bonne à tout faire. Questi locali sono o erano arredati con elementi essenziali, privi di servizi igienici (minimi e condivisi con le altre abitazioni sul pianerottolo), salvo talvolta un lavello.
Verso la fine del XIX secolo ci furono diverse proteste da parte di medici che combattevano la tubercolosi; qualcuno arrivò anche a considerarle meno igieniche delle celle di prigione.
La loro metratura varia da 6 a 12 m2 ed è stata soggetto di normativa che è variata nel tempo: all'inizio del XX secolo il regolamento sanitario cittadino richiedeva una superficie minima di 8 m2 misurata a un'altezza di 1,3 m dal suolo , e un volume minimo di 20 m3; a  metà del secolo XX la superficie minima richiesta saliva a 9 m2 e la vetratura della finestra non poteva essere inferiore a un ottavo della superficie. Infine, un decreto del gennaio 2002 stabilisce che il locale possa essere abitato solo nel caso che abbia acqua corrente, una superficie minima di 9 m2 e un'altezza minima di 2,2 metri di soffitto .
Oggi, scomparse quasi tutte le bonne da tempo, questi locali costituiscono l'alloggio più economico disponibile a Parigi, in genere usato da studenti o come pied à terre, o per altro uso di abitazioni temporanee, con qualche speculazione da parte del mercato immobiliare.